# 徐爾恒
徐爾恒（1581年—？），字象一，號青壁，山東東昌府臨清州人，民籍，明朝政治人物。

## 生平
萬曆三十四年（1606年）丙午山東鄉試十六名舉人，三十八年（1610年）庚戌科會試八十四名，第二甲第二名進士。吏部觀政，授工部都水司主事，四十年（1612年）差杭州抽分，陞屯田司員外郎，四十一年（1613年）陞營繕司郎中，督理三山，四十四年（1616年）丁外艱，尋丁內艱。

## 家族
曾祖徐俸；祖父徐珍，儒官；父徐可道，封承德郎工部营缮司署郎中事主事；母羅氏（封安人）。具慶下。兄徐爾節。子徐允祺；徐允康；徐允裕。